# Graphe de Turán
En théorie des graphes, un graphe de Turán (noté {\displaystyle T(n,r)}), aussi appelé maximally saturated graph, est un élément d'une famille de graphes qui portent le nom de Pál Turán.
Le graphe {\displaystyle T(n,r)} possède {\displaystyle n} sommets, partitionnés en {\displaystyle r} sous-ensembles les plus équilibrés possibles, et chaque sommet est relié à tous les sommets qui ne sont pas dans son sous-ensemble. Par équilibré, on entend que le graphe a {\displaystyle (n{\text{ mod }}r)} sous-ensembles de taille {\displaystyle \lceil n/r\rceil }, et {\displaystyle r-(n{\text{ mod }}r)} sous-ensembles de taille {\displaystyle \lfloor n/r\rfloor }.

## Définition
La graphe the Turán de paramètres n et r, noté {\displaystyle T(n,r)} possède {\displaystyle n} sommets, partitionnés en {\displaystyle r} sous-ensembles les plus équilibrés possibles, et chaque sommet est relié à tous les sommets qui ne sont pas dans son sous-ensemble. Par équilibré, on entend que le graphe aura {\displaystyle (n{\text{ mod }}r)} sous-ensembles de taille {\displaystyle \lceil n/r\rceil }, et {\displaystyle r-(n{\text{ mod }}r)} sous-ensembles de taille {\displaystyle \lfloor n/r\rfloor }.

## Propriétés
Le nombre chromatique du graphe {\displaystyle T(n,r)} est r.

## Cas particuliers et inclusions

L'octaèdre, dont les arêtes et les sommets forment K_{2,2,2}, un graphe Turán T(6,3). Les sommets non connectés ont la même couleur dans cette projection centrée sur les faces.

Les graphes bipartis complets sont des graphes de Turán.
Ce sont des cographes, c'est-à-dire qu'ils peuvent être formés par des unions disjointes et des passages au graphe complémentaire. On peut le réaliser de la manière suivante : 
pour chaque stable du graphe final, 
- faire d'abord une union de tous les sommets,
- passer au complémentaire (dans chaque ensemble) pour avoir des cliques,
- puis faire l'union de toutes les cliques,
- passer encore au complémentaire.

## Histoire
Les graphes de Turán portent le nom de Pál Turán, qui les a définis et utilisés pour la démonstration du théorème de Turán.